# Francis Duroy
Francis Duroy est un violoniste français né le 12 septembre 1959 à Charenton-le-Pont (Val-de-Marne, France).

## Biographie
Francis Duroy commence ses études musicales à l’âge de huit ans au CRR - conservatoire de Saint-Maur-des-Fossés où il s’initie au violon, au piano, au cor, à l’écriture et à la musique de chambre. En parallèle, il étudie le violon à Bruxelles auprès de Maurice Raskin, puis au Conservatoire national supérieur de musique de Lyon, avec Véda Reynolds.
En 1985, Francis Duroy obtient une bourse pour étudier au Banff Centre School of Fines Arts (Canada). Il se perfectionne auprès de grands maîtres tels que les violonistes Zoltan Szekely et Ivry Gitlis, l'altiste Rafaël Hillyer, le violoncelliste Anner Bylsma et le pianiste Menahem Pressler.
En 1986, Francis Duroy est nommé Soliste de l’Orchestre de l'Opéra national de Lyon sous la direction de John Eliot Gardiner et Kent Nagano. De 1989 à 1991, il est violon solo de l'Orchestre national de Lyon sous la direction d'Emmanuel Krivine.
À partir de 1992, Francis Duroy mène une carrière de concertiste qui le mène sur tous les continents.
En 2005, il effectue une importante tournée qui le mène dans les plus grandes salles du Japon. Il se produit également en Corée et en Chine.
En 2010, Francis Duroy est invité en récital sur la prestigieuse scène du Carnegie Hall de New York.
En 2012, à l'invitation de la Czech Philharmonic Orchestra, il donne un récital au Rudolfinum de Prague.
Invité de nombreux festivals et de salles prestigieuses, il joue notamment : au Japon au « Kioi Hall » à Tokyo, au « Shirakawa Hall » à Nagoya, « NHK Hall » à Osaka, « Kyoto Center Hall » à Kyoto, en Corée au Poyang City Hall et à l'Université de Pusan, aux États-Unis à Carnegie Hall (New York), au festival « Musical Bridges around the World » San Antonio (Texas), en Norvège au festival « Grieg im Bergen », en Slovénie au Festival de Lubjana, en Italie au Festival « Serate Musicali » à Brescia, « Musica in Irpinia » à Naples, au Festival de Catania, à Taranto... ainsi qu'en France dans de nombreux festivals et salles prestigieuses : « Théâtre des Champs Elysées » à Paris, « Saoû chante Mozart », « Promenades Musicales de la Côte d'Azur », Festival de musique de chambre de Paris, Festival de Tournon, Musicalta à Rouffach, Festival de Montpellier, Nancyphonies... aux côtés de musiciens tels que Maurice André, Philippe Bernold, Patrice Fontanarosa, Roland Pidoux, Michel Bourdoncle, Kirill Rodin...
Francis Duroy est régulièrement invité à jouer comme soliste avec de nombreux orchestres à travers le monde : Orchestre Philharmonique de Dniepopetrov et Orchestre Philharmonique de Kiev (Ukraine), Orchestre Symphonique de Pohang (Corée), Orchestre Symphonique de San Luis Potosi et Orchestre Symphonique d'Aguascalientes (Mexique), Orchestre Symphonique de Ribeiro Preto (Brésil), Orchestre Ico Magna Grecia (Italie), Orchestre Philharmonique de Baden Baden, Orchestre d'état de Roumanie, Orchestre de l'Opéra National de Lyon, Orchestre Lyrique Région Avignon Provence, Ensemble Instrumental de Grenoble, Orchestre de chambre Bernard Thomas, la Camerata de France et l'Orchestre de chambre les Archets de Paris dont il est violon solo conducteur de 1993 à 1995.
Le répertoire de Francis Duroy s'étend de la période baroque à la musique d'aujourd'hui. Il a ainsi collaboré avec de nombreux compositeurs parmi lesquels Michaël Levinas, Philippe Leroux, Wolfgang Motz et Nicolas Vérin qui lui a dédié son œuvre « Chassés croisés II » pour violon et piano.
Parallèlement à son activité de concertiste, Francis Duroy mène une importante activité pédagogique, il a été professeur au CRR - conservatoire à rayonnement régional de Lyon de 1991 à 2020. Francis Duroy est également invité à donner des master class en Asie (Japon, Corée et Chine) et en Europe et il est jury de nombreux concours internationaux.
Francis Duroy est fondateur et directeur artistique de Musicalta depuis sa création en 1993.